# صالح نیکبخت
محمد صالح نیکبخت حقوق‌دان و وکیل‌مدافع  سرشناس ایرانی و فعال حقوق بشر و عضو انجمن حمایت از زندانیان در ایران و متولد کردستان است.

## فعالیت‌ها
صالح نیکبخت وکالت پرونده‌هایی چون هاشم آقاجری، عباس عبدی و عمادالدین باقی را عهده‌دار بوده‌است. او پرونده‌های مرتبط با اعتراضات ۱۳۸۸ همانند پروندهٔ عبدالله رمضان‌زاده، محمد علی ابطحی، بهزاد نبوی، مازیار بهاری، جعفر پناهی و صفایی فراهانی را نیز وکالت نموده است.
او در اوایل دهه هفتاد شمسی در پرونده فاضل خداداد وکالت بانک صادرات را بر عهده داشت.
او به‌عنوان یکی از دو وکیل جعفر پناهی در پرونده اقدام علیه امنیت ملی مشارالیه؛ با مصاحبه با بی‌بی‌سی فارسی (۱۵ مرداد ۱۴۰۱) اعلام کرد که جعفر پناهی به کرونا مبتلا شده است و چنانچه با انتقال نامبرده به بیمارستان موافقت نگردد سرنوشت آبتین برای این کارگردان شهیر رقم خواهد خورد.
وی از اعضای موسس جبهه متحد کرد  و عضو فعال جامعه کردهای مقیم تهران است.
از جمله پرونده‌های مهم دیگر وی می‌توان به وکالت خانواده مهسا امینی در پرونده‌ی کشته‌شدن او اشاره کرد.

## محکومیت
صالح نیکبخت در مهرماه ۱۴۰۲ به اتهام تبلیغ علیه جمهوری اسلامی در هنگام مصاحبه با شبکه های تلویزیونی فارسی زبان خارج از ایران درباره پرونده مهسا امینی، به دادگاه فراخوانده شد و در نهایت به یک سال زندان و دو سال منع استفاده از فضای مجازی محکوم گردید. وکیل او در این رابطه اعلام کرد که هیچ‌گونه سندی مبنی بر تبلیغ علیه نظام در مصاحبه های نیکبخت وجود ندارد.

## پارلمان اروپا
پس از اعطای جایزه ساخاروف به مهسا امینی توسط پارلمان اروپا، در تاریخ ۲۱ آذر ۱۴۰۲ قرار بر اعطای رسمی این جایزه به پدر و مادر او شد اما آنها توسط مقامات امنیتی جمهوری اسلامی ممنوع‌الخروج شده و مدارکشان ضبط و توقیف گردید. صالح نیکبخت، وکیل آنها، روز سه‌شنبه ۲۱ آذر، با حضور در پارلمان اروپا به نیابت از سوی این خانواده ضمن قرائت پیام مادر مهسا امینی، جایزه معتبر ساخاروف را دریافت کرد.

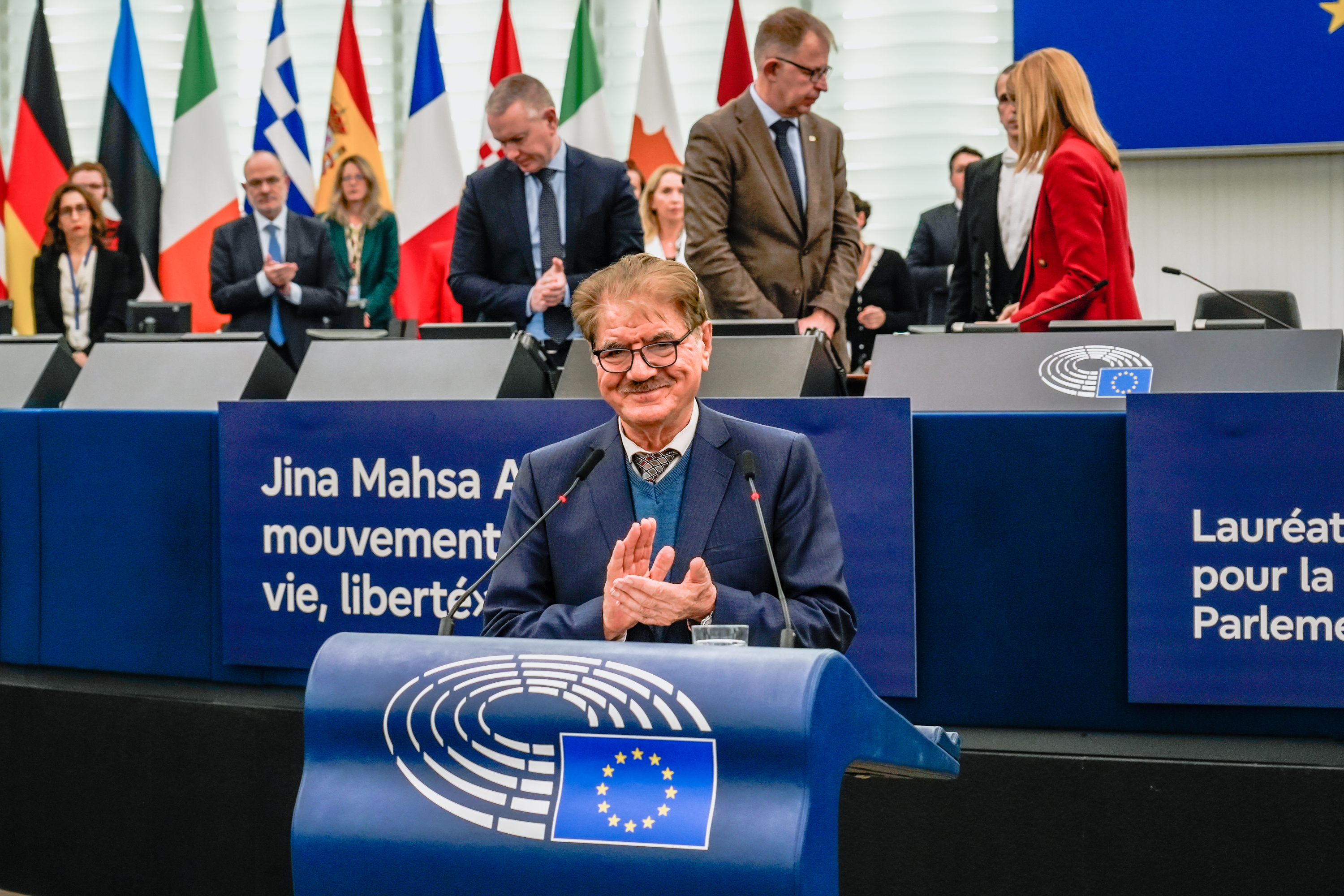
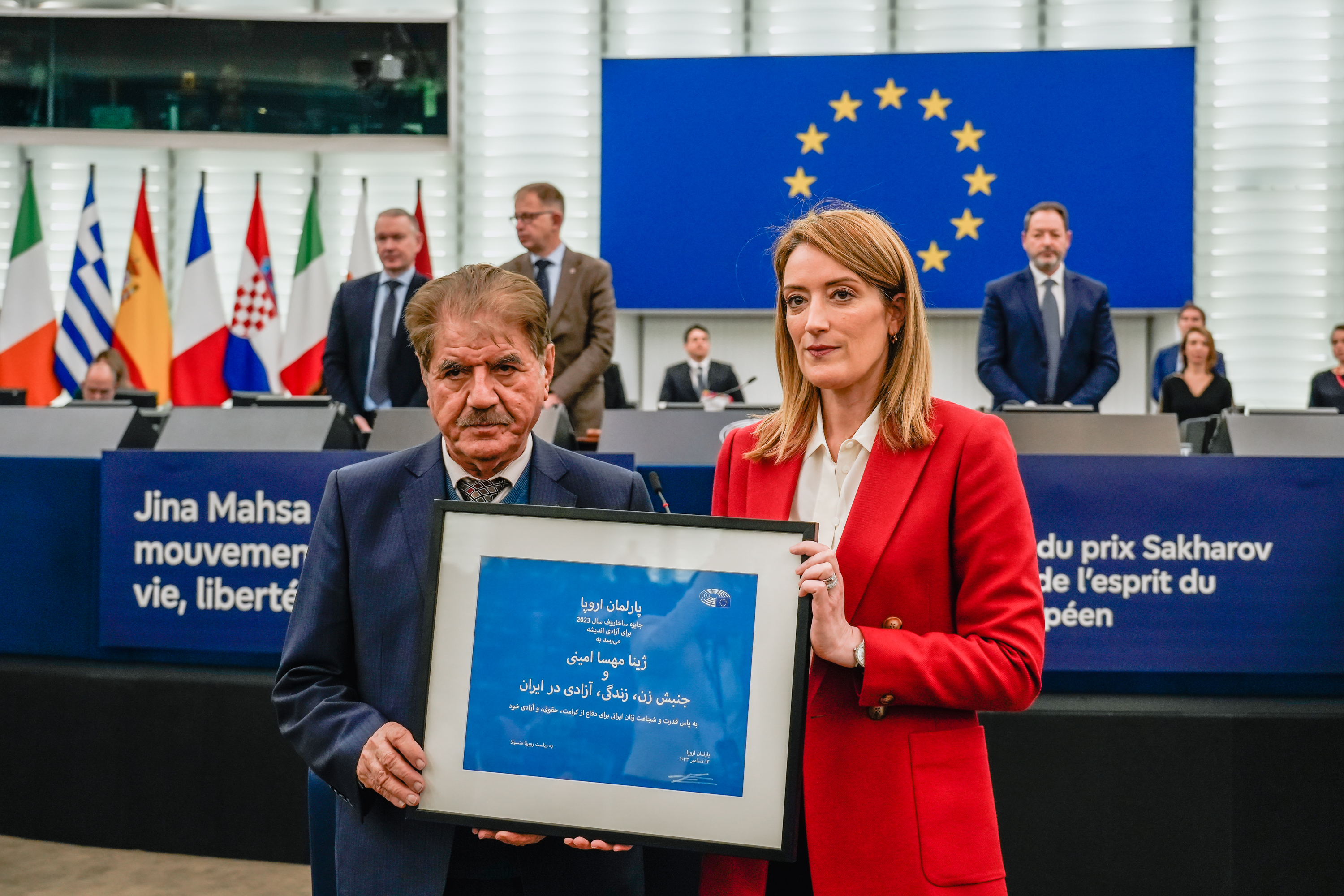
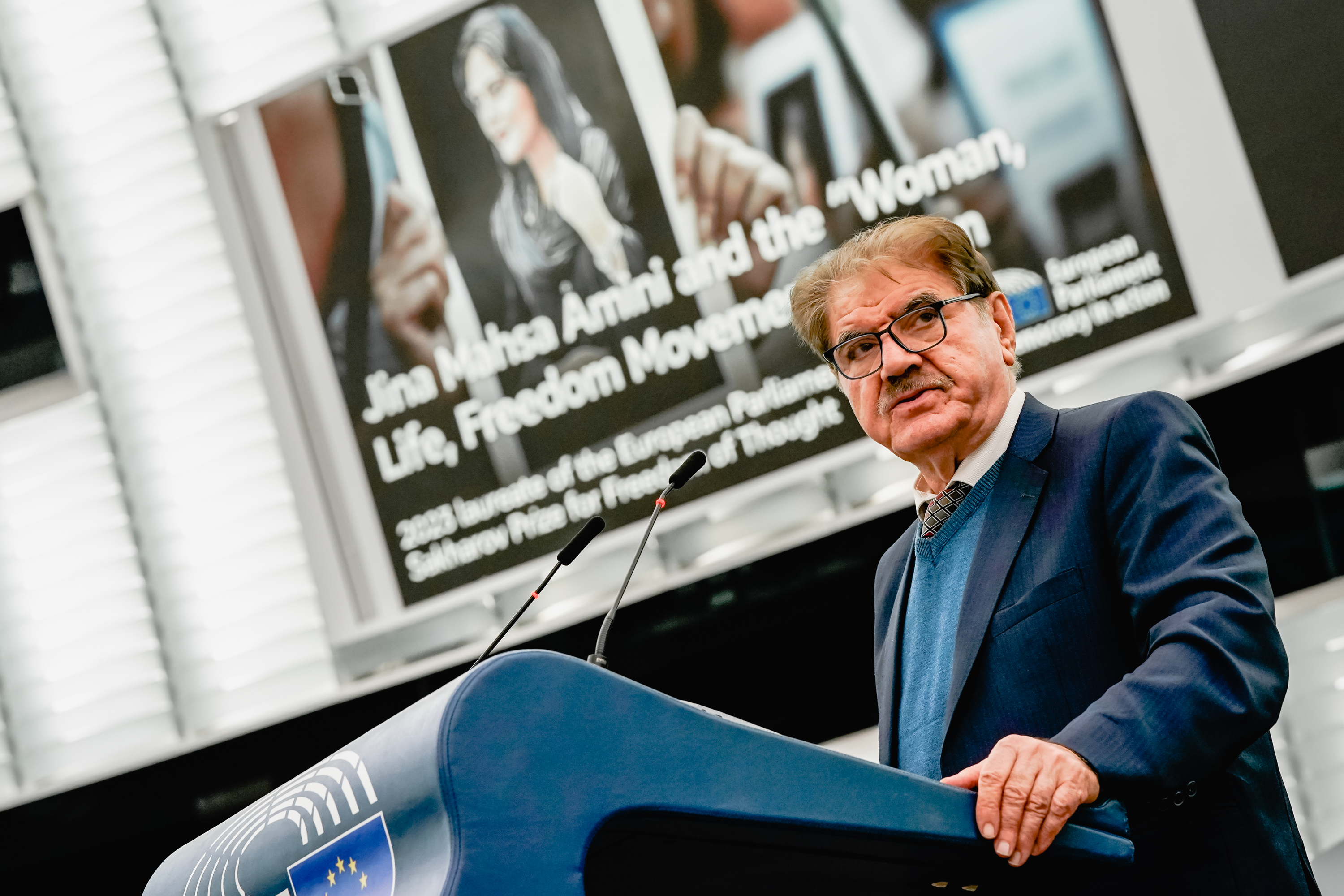
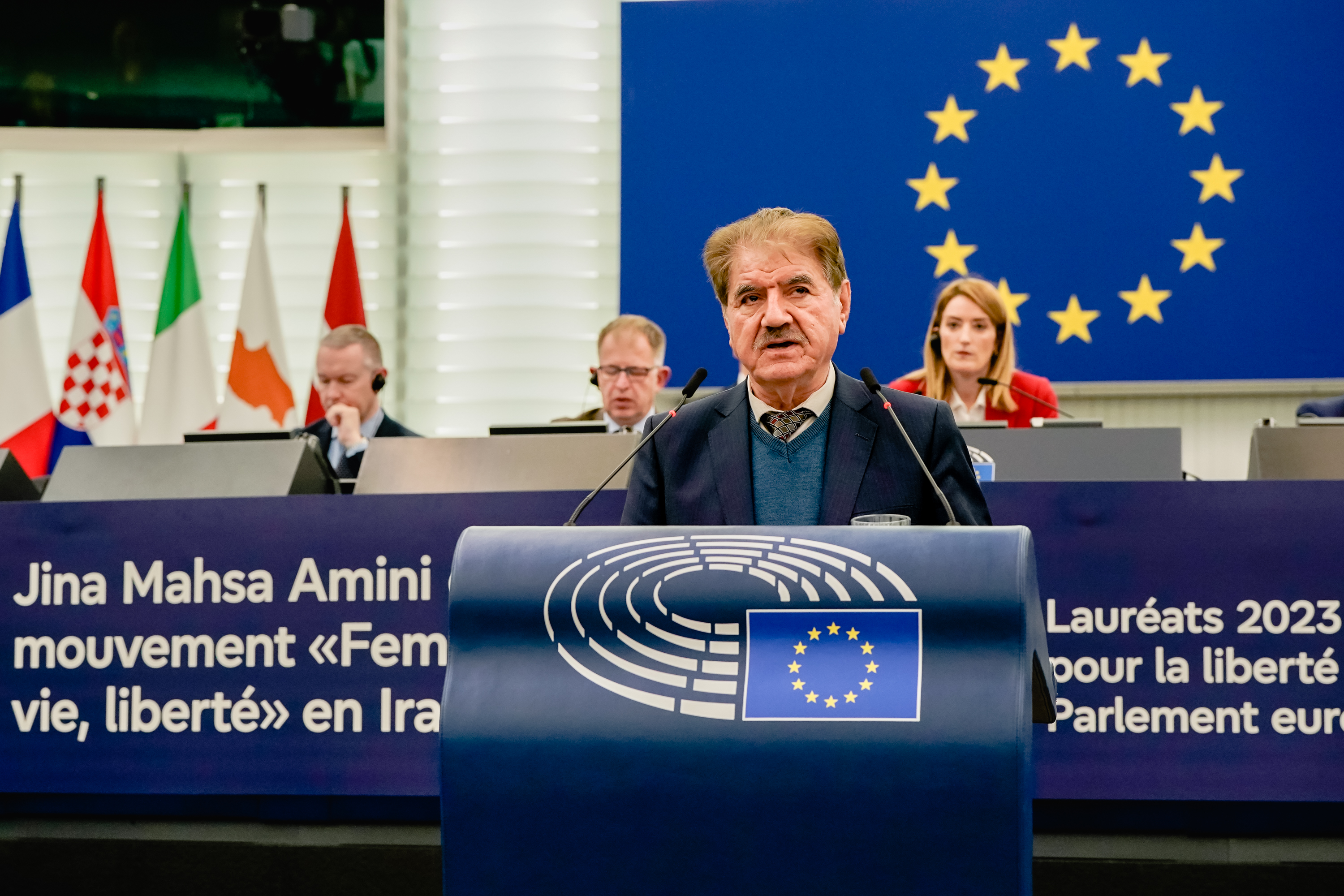
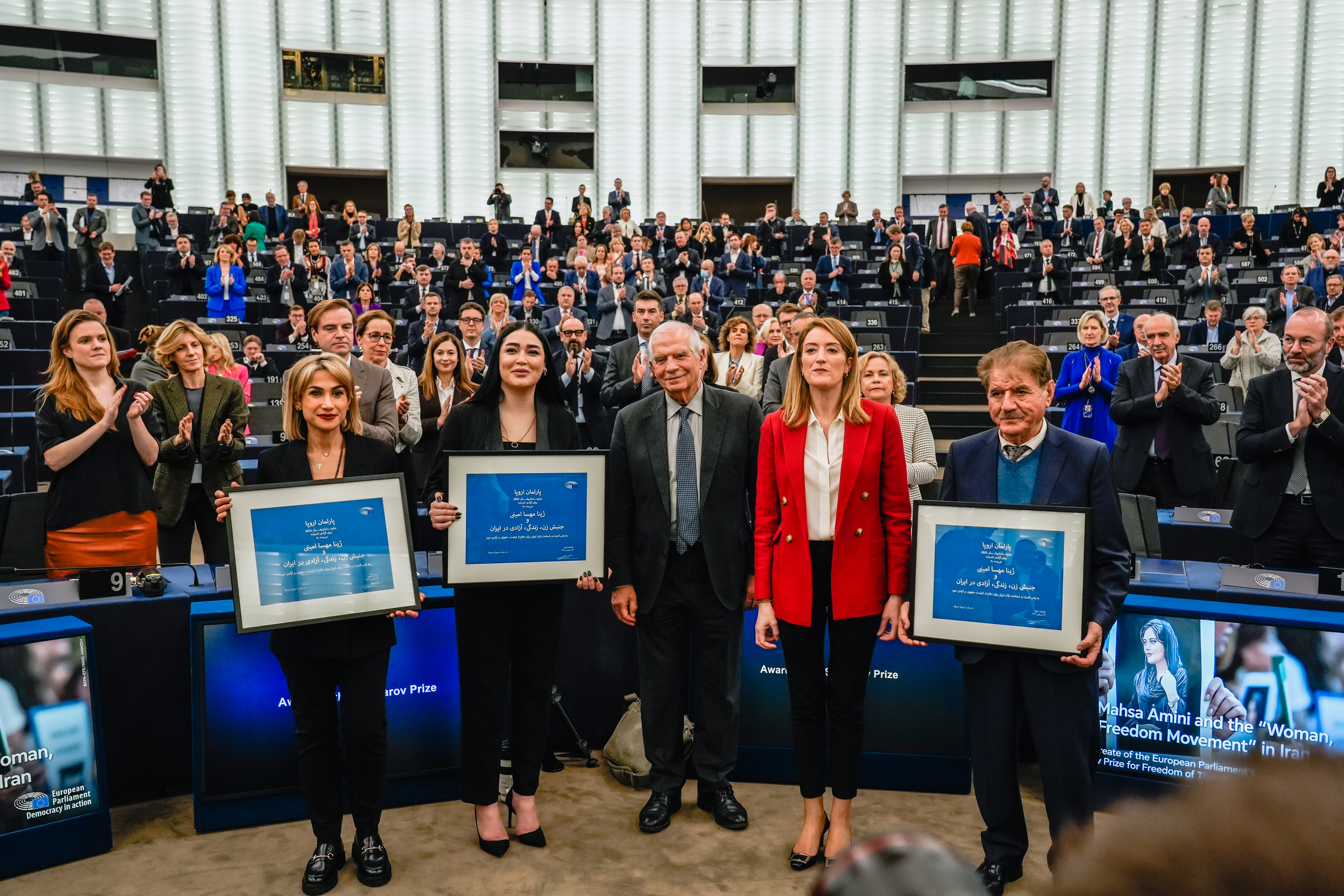